# Thrypticomyia spathulata
Thrypticomyia spathulata är en tvåvingeart som först beskrevs av Alexander 1936.  Thrypticomyia spathulata ingår i släktet Thrypticomyia och familjen småharkrankar. Inga underarter finns listade i Catalogue of Life.